# Salamdarma
Salamdarma is een bestuurslaag in het regentschap Indramayu van de provincie West-Java, Indonesië. Salamdarma telt 6042 inwoners (volkstelling 2010).